# كنوت العظيم
كنوت العظيم (بالدنماركية: Knud den Store) (بالإنجليزية القديمة: Cnut se Micela، بالنوردية القديمة: Knútr inn ríki، ولد حوالي 995 توفي 12 نوفمبر 1035)، والمعروف أيضًا باسم كانوت —وكان والده سوين فوركبيرد (ومن أخذ لقب سفينسون، أو ابن سفين) – هو ملك الدنمارك وإنجلترا والنرويج. يشار إلى ملكه أحيانا باسم إمبراطورية بحر الشمال، إلا إن إرثه نسي بعد وفاة ورثته بعده بعقد من الزمن. وهو بطل أسطورة شعبية تدعى «الملك كنوت والمد»، والتي تحرف صورته على أنه ملك يتوهم بأنه يتمتع بقدرات خارقة، على الحكايات الأولى عنه التي تصوره ملكًا حكيمًا يوبخ حاشيته لسلوكهم السيئ.
نال كنوت عرش إنجلترا عام 1016 في زمن غروب عصر غزوات الفايكنج في شمال غرب أوروبا. اعتلى لاحقا عرش الدانمارك في عام 1018 ووحّد ملك البلدين معا. سعى كنوت للحفاظ على هذه القوة من خلال توحيد الدنماركيين والإنجليز تحت الروابط الأعراف والثروات، وكذلك من خلال القسوة والعنف. ثم ملك النرويج في تروندهايم عام 1028 بعد عقد من الصراع مع المعارضين الاسكندنافيين. ثم ملك مدينة سيغتونا السويدية (عثر على عملات معدنية ضربت تصفه بأنه ملك، ولكن لا يوجد سجل يسرد احتلالها بالقوة).
أعطى حكم إنجلترا الدنماركيين وصلة مهمة للمنطقة البحرية بين جزيرتي بريطانيا العظمى وأيرلندا، حيث اهتم كنوت مثل والده بتلك المنطقة، وتمتع بنفوذ كبير كبير بين الفايكينغ والغال. كما كان ملكه لأبرشيات إنجلترا والدنمارك ومطالبته بأبرشية الإمبراطورية الرومانية المقدسة في هامبورغ - بريمن مصدر هيبة ونفوذ له داخل الكنيسة الكاثوليكية وبين كبار رجال الدين المسيحيين. انتصر في عام 1026 على النرويج والسويد، وحضر تتويج الإمبراطور الروماني المقدس. اعتبر كنوت نفسه «ملك كل إنجلترا والدانمارك والنرويجيين وبعض السويديين». وقد وصفه المؤرخ نورمان كانتور بأنه «الملك الأكثر فعالية في تاريخ إنجلترا الأنجلوسكسونية».

## سيرته
كان كنوت الابن الثاني للملك سوين فوركبيرد وزوجته الأولى التي كانت ابنة الأمير البولندي مييشكو الأول، وكان قد ولد حوالي العام 995، وأرغم على ترك إنجلترا بعد موت أبيه عام 1014 بسبب تمرد عام من الأنكلوسكسونيين، وفي نوبة غضب (فلم تعرف عنه القسوة في العادة) ترك رهائنه بعد أن قطع أيديهم وآذانهم وأنوفهم.

### إعداده لغزو إنجلترا
في السنة التالية، 1015، عاد مع أسطول عظيم وجهّزه بحشد مختار، «فلم يكن بينهم عبد أو معتق». نجح بشكل سريع في إخضاع كل إنجلترا ما عدا لندن، التي أصبحت المأوى الأخير للملك إثيلريد أونريدي وابنه إدموند أيرونسايد. وعند موت إثيلريد (23 أبريل 1016) انتخب كنوت ملكا من قبل جمعية البارزين في ساوثهامبتون؛ لكن لندن تعلقت بإخلاص إلى إدموند، الذي نجح أكثر من مرة بتحريض المقاطعات الغربية ضد كنوت. وفي الحقيقة أظهر إدموند نفسه بأنه القائد الأفضل بين الإثنين، وكان من الممكن أن ينتصر لولا خيانة الإيرلات. كان هذا بشكل خاص الحالة في معركة أساندون (أشينغدون) الكبيرة التي هرب فيها الإيرل إيدرك فتحول ما كان يمكن أن يكون نصرا أنجلوسكسونيا إلى هزيمة ساحقة. رغم هذا، كان الخصمان أندادا لبعضهما بشكل متساو بحيث خاف كلاهما بأن حربا طويلة ستأتي تجعل الأرض خرابا، فرتبا مؤتمرا بينهما على جزيرة في نهر سيفرن، وعندما وافقا على تقسيم إنجلترا بينهم، احتفظ كنوت بمنطقة مرسيا والشمال، بينما شملت أرض إدموند انكليا الشرقية ووسكس مع لندن.

### ملك إنجلترا
عند موت إدموند، بعد شهور قليلة (نوفمبر 1016)، انتخب كنوت ملكا بالإجماع على كل إنجلترا في بداية العام 1017. وأظهر الملك الشاب نفسه بأنه ند لمسؤولياته. وبذل أقصى ما يمكنه لاستحقاق ثقة رعاياه الأنجلوسكسون، والسنوات الثمان عشرة من عهده كانت لها منفعة كبيرة على بلاده الأخرى. وربط نفسه بالتاريخ القديم لإنجلترا وسلالتها الحاكمة المحلية بزواجه من إيما أو ألغيفو، ليعطيها اسمها السكسوني (دعاها الشماليون ألفيفا)، التي جاءت من نورماندي بناء على دعوته، حيث تنكر كنوت لزوجته الأولى، التي تدعى أيضا إلغيفو، وهي ابنة إلفهام إيرل ديرا، التي أبعدت إلى الدانمارك مع أبنائها. في عام 1018 ورث كنوت العرش الدانماركي بعد أن مات أخوه الأكبر هارولد بدون وريث.
وقد سحب أغلب جيشه من إنجلترا، لكي يحافظ بقدر المستطاع على مشاعر الأنكلوسكسونيين. لنفس السبب قام سابقا بتفريق كل سفنه الحربية إلا أربعين. وعند عودته من الدانمارك قام بخطوة أخرى على نحو إضافي. في رسالة مهمة، موجهة إلى الأساقفة، والإيرلات والناس، أعلن عن نيته بأن يحكم الإنجليز إنجلترا، وأيّد قوانين الملك إدغار، في نفس الوقت هدد بثأره من كل أولئك الذين لم يحكموا باستقامة أو الذين يتركون الأشرار طليقين. واللهجة في هذه الوثيقة، التي لم تكن مسيحية ولكنها كهنوتية، تظهر أنه عزم على تكوين تحالف متين لصالح القانون والنظام بحكمة مع رجال الدين المحليين. كانت هناك مجموعة من مواطنيه والذين رفضوا التعاون معه فتم طردهم بسرعة. هكذا، في عام 1021، كان الإيرل ثوركيل العنيد قد أبعد عن البلاد، وأخذ مكانه نبيل أنجلوسكسوني هو غودوين الذي اشتهر بعد ذلك، حيث أصبح واحدا من مستشاري كنوت الرئيسيين.
شخصيته الإنسانية والتصالحية لحكومته تظهر أيضا في جهوده الجدية للتكفير عن حملات الدانماركيين الهمجية في الماضي. هكذا أعاد بناء كنيسة بوري سانت إدموندز لذكرى الملك القديس الذي مات هناك على يدي الفايكنغ، وتحت مراسم عظيمة نقل آثار سانت ألفيج من كنيسة سانت بول في لندن إلى مثوى أفضل في كانتربري.

### ملك النرويج
عمله من الإصلاح والمصالحة تمت مقاطعته في عام 1026 بمحاولة أولاف هارالدسون ملك النرويج، بالاشتراك مع أنوند ياكوب ملك السويد، لغزو الدانمارك. وهزم كنوت الأسطول السويدي في ستانغبيرغ، وألحق أضرارا خطيرة جدا الأساطيل المشتركة في مصب نهر هيلغيا في شرق سكانيا، وفي عام 1028 كان قادرا على إخضاع الجزء الأعظم من النرويج «بدون قذف نبلة أو التلويح بسيف.» لكن الغزو لم يكن دائما، فالنرويجيون تمردوا في النهاية بنجاح ضد استبداد ألفيفا، التي أساءت حكم البلاد باسم ابنها الرضيع سفين.

### حكمه في الدانمارك
نجح كنوت أيضا في تأمين سيادة الدانمارك على الشواطئ الجنوبية للبلطيق، في ويتلاند وساملاند وتشكلان الآن جزءا من ساحل بروسيا. تفاصيل حكم كنوت في الدانمارك لا نعرف إلا القليل. وكانت أكثر مؤسساته بروزا التينغليد Tinglid وهم منظمة أخوية عسكرية، يتكونون أصلا من 3000 في العدد، وهم مشكلون من أفراد العائلات الغنية والنبيلة، والذين لم يشكلوا طاقم الحرس الملكي فقط، ولكنهم رابطوا أيضا على الحصون ودافعوا عن الحدود. وكانوا خاضعين للانضباط الصارم الجسد في القواعد المكتوبة المسماة فيدرلوغ أو فيدرلاغ، وكانت النواة للمجلس الملكي.

## سياسة كنوت

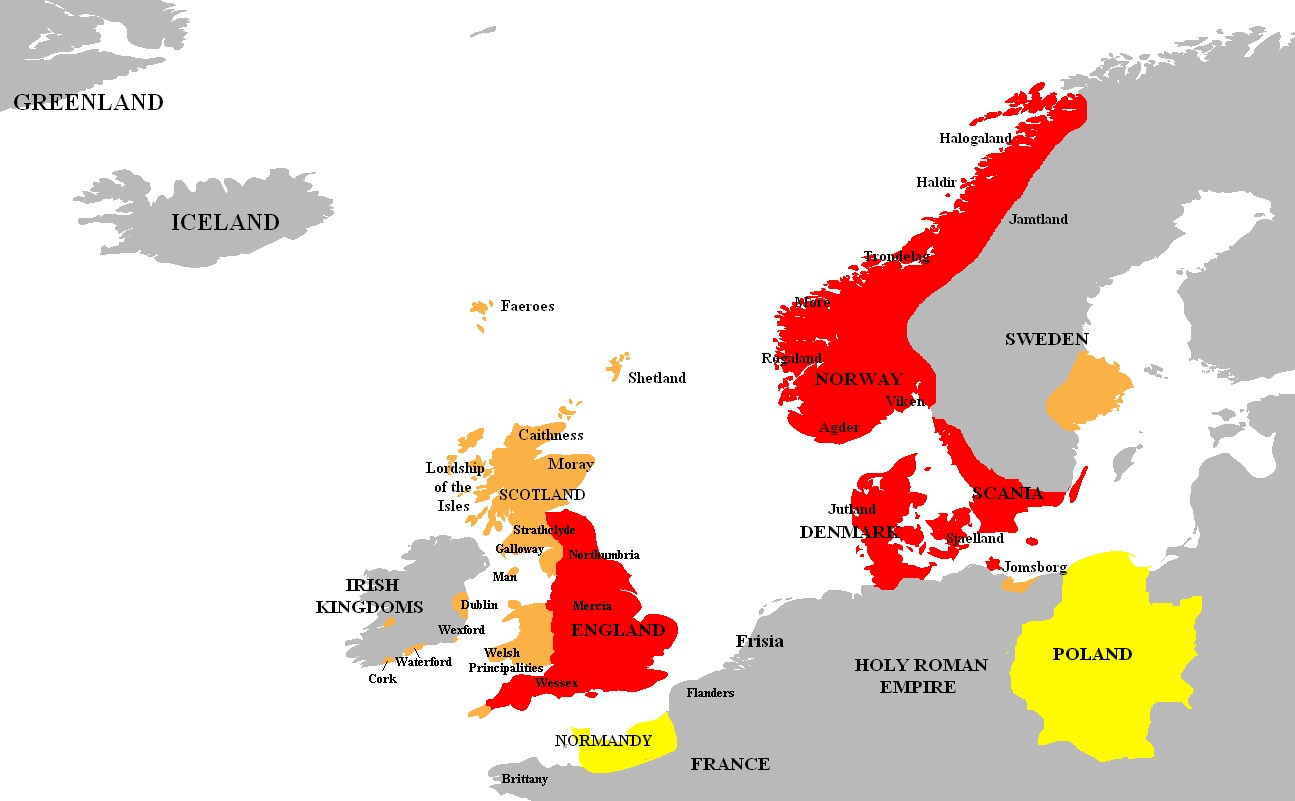
مملكة كنوت:الممالك تحت حكمه المباشر بالأحمر، والممالك المعترفة بسلطانه بالبرتقالي، والممالك المتحالفة بالأصفر

يقال أن كنوت سعى أيضا لتأسيس الأديرة في الدانمارك، لكنه لم تتم المبالاة بنجاحه في هذه المهمة، وقد كان بالتأكيد أول ملك دانماركي يسك الأموال، بمساعدة عمال السك الأنجلوسكسون. مثل معاصره ستيفن الأول باني المجر، اعترف بشكل واضح بأن الكنيسة كانت العنصر الوحيد للتحضر في عالم الهمجية، واستسلامه إلى توجيهاتها هو برهان دامغ على فطنته. لكنه لم يكن استسلام كاملا. ففي عام 1027، عندما ذهب إلى روما مع رودولف الثالث دوق بورغوندي، ليحضر تتويج الإمبراطور كونراد الثاني، وبنفس القدر ولمصلحة رعاياه أراد أن يحصل على الغفران بسبب الذنوب التي ارتكبها في شبابه. وقد أقنع البابا بإعادة الأجور الباهظة لمنح الغاليوم، التي وجد الأساقفة الإنجليز والدانماركيين أنها تمثل عبئا شديدا، واستبدل بعد ذلك بقيمة متوسطة من أعطية تدعى قرش بطرس. وأقنع الإمبراطور أيضا وأمراء ألمان آخرين لمنح العبور الآمن لمواطنيه الذين يرغبون بالحج إلى روما.

## شخصية كنوت وتراثه
مات كنوت في شافتسبري [الإنجليزية] في 12 نوفمبر 1035 عن أربعين سنة، ودُفن في كاتدرائية وينتشستر. وقد تم عزله عن الحياة العامة قبل أن تكون عنده الفرصة لتطوير أغلب خططه العظيمة؛ رغم ذلك فقد عاش بما فيه الكفاية للحصول على لقب كنوت الغني (أو القوي)، والأجيال القادمة التي لم تزل تقدره أعطته لقب العظيم. وكان المزاج العصبي والعنيف أبرز عيوبه، لكن طبيعة الفايكنغ العنيفة كانت تسيطر عليه بشكل تدريجي؛ وقد كان كنوت مسيحيا عن إيمان ومتدينا. تواضعه مصور بشكل رفيع في قصيدة نورماندية قديمة والتي تصف كيف أمر المد المتصاعد في نهر التايمز في ويست مينستر بأن يعود. والموعظة التي ألقاها على حاشيته في تلك المناسبة كانت لتهيئهم لرحلته اللاحقة إلى روما واستسلامه للكرسي البابوي. ومثل أبيه سفين، أحب كنوت الشعر، وكان الشعراء الأيسلنديون العظام مثل ثورار لوفتونغا وثورمود كولبرونارشيولد مرحبا بهم كزوار في بلاطه كالأساقفة المتعلمين.
كإداري فلم يفق كنوت براعة أحد إلا ألفريد العظيم. وكانت موهبته لإدراك العظمة كبيرة، ومقدرته المفيدة لمصالحة الأعداء. ولم يفرض أي ملك إنجليزي قبله الضرائب الباهظة التي فرضها، رغم ذلك كانت تدفع برضا مثل ما كان يحدث؛ لأن الناس شعروا بأن كل قرش من المال كان يستعمل لمنفعة البلاد. طبقا لقصة كنوتلينغا كان Knytlinga Saga الملك كنوت ضخم الأطراف وذا قوة كبيرة، وكان وسيما جدا، ومن دون ذكر أنفه الذي كان ضيقا وعاليا ومعقوفا؛ فقد كان شعره جميلا وطويلا، وعيناه ألمع وأكثر بريقا من عين أي رجل عاش.